# Đường hầm Bôrik
Đường hầm Bôrik (tiếng Slovakia: Tunel Bôrik) là một đường hầm đường cao tốc hai ống nằm trên đoạn giữa Mengusovce và Jánovce của đường cao tốc D1, thuộc địa phận vùng Prešov, Slovakia. Chiều dài của đường hầm là 999 mét.

## Lịch sử
Cổng phía tây của đường hầm bắt đầu được đào vào ngày 21 tháng 7 năm 2006. Đường hầm Bôrik được đào bằng Phương pháp đào hầm mới của Áo (NRTM). Lễ khánh thành đường hầm diễn ra vào ngày 11 tháng 12 năm 2007. Đường hầm được chính thức bàn giao đưa vào sử dụng vào ngày 5 tháng 12 năm 2009. Vào tháng 10 năm 2014, đường hầm Bôrik trở thành đường hầm đường cao tốc đầu tiên cho phép vận chuyển các chất độc hại.

## Miêu tả
Đường hầm được thiết kế sao cho "đảm bảo các yêu cầu về bảo vệ cảnh quan của khu bảo tồn thiên nhiên Bôrik trong phạm vi bảo vệ khu cảnh quan TANAP". Chiều dài của các ống hầm là 999 mét và 993 mét. Bên trong đường hầm, đường bê tông xi măng rộng 7,5 mét. Hai bên đường có vỉa hè rộng 1 mét. Trong số các thiết bị kỹ thuật của đường hầm có thiết bị đảm bảo việc thu các chương trình phát thanh của Đài phát thanh Slovakia và thu tín hiệu của các nhà khai thác di động.